# Elvis Kafoteka
Elvis Kafoteka (Lilongwe, 17 gennaio 1978) è un ex calciatore malawiano, di ruolo difensore.

## Palmarès

### Club

#### Competizioni nazionali
- National Football League (Ruanda): 5

APR Kigali: 2009, 2010, 2011, 2012, 2014
- Rwandan Cup: 4

APR Kigali: 2010, 2011, 2012, 2014

#### Competizioni internazionali
- CECAFA Cup: 1

APR Kigali: 2010